# Moulismes
Moulismes är en kommun i departementet Vienne i regionen Nouvelle-Aquitaine i västra Frankrike. Kommunen ligger i kantonen Montmorillon som tillhör arrondissementet Montmorillon. År 2022 hade Moulismes 361 invånare.

## Befolkningsutveckling
Antalet invånare i kommunen Moulismes
| Referens: INSEE |